# Havrincourt
Havrincourt là một xã của tỉnh Pas-de-Calais, thuộc vùng Hauts-de-France, miền đông nước Pháp.